# Gare de l'aéroport de Düsseldorf
La gare de l'aéroport de Düsseldorf (en allemand: Bahnhof Düsseldorf Flughafen) est la deuxième plus grande gare ferroviaire de Düsseldorf. Elle dessert l'aéroport de Düsseldorf.

## Desserte
La gare est dédiée aux grandes lignes (IC, EC, ICE et Eurostar), desservant par exemple Francfort-sur-le-Main (en 1h30 heure), Hanovre (en 2h30). Les autres destinations nationales joignables par l'ICE sont Berlin, Munich, Stuttgart, Hambourg, Cologne et Cassel.

## Correspondance

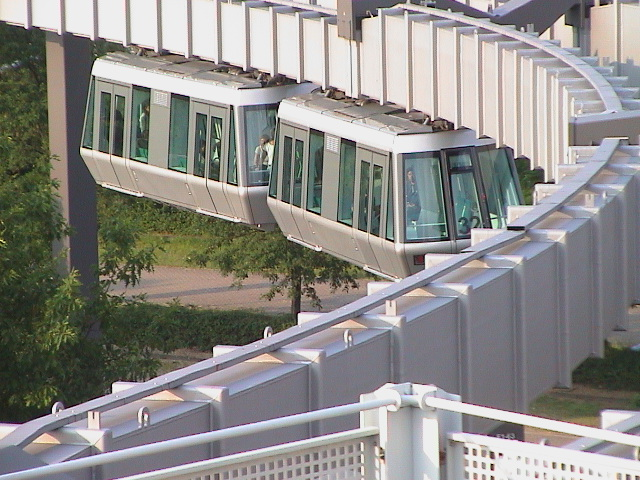
Le SkyTrain

La gare est reliée aux terminaux de l'aéroport avec le SkyTrain, un type de monorail suspendu.